# The Internet's Own Boy: The Story of Aaron Swartz
The Internet's Own Boy: The Story of Aaron Swartz è un film documentario statunitense del 2014, scritto, diretto e prodotto da Brian Knappenberger. È incentrato sulla storia del programmatore, scrittore e attivista Aaron Swartz, morto un anno prima.

## Distribuzione
Dopo la sua anteprima nella categoria US Documentary Competition program al Sundance Film Festival il 20 gennaio 2014, la Participant Media e FilmBuff acquistarono i diritti di distribuzione. Il film fu distribuito nei teatri e VOD a partire dal 27 giugno 2014, negli Stati Uniti d'America.
In seguito il film fu mostrato al SXSW del 2014, il 15 marzo e fu utilizzato come film d'apertura al Hot Docs Canadian International Documentary Festival il 24 aprile 2014. Fu inoltre mostrato al Sheffield Doc/Fest nel giugno 2014 e all'evento Wikimania 2014, in agosto, presso il Barbican Centre di Londra.

## Critica
Il film ha ricevuto un responso generalmente positivo dalla critica. Rotten Tomatoes gli ha assegnato un voto pari al 93% basato su 56 recensioni, con un punteggio medio di 7.3/10.
Geoffrey Berkshire nella sua recensione per Variety lo ha descritto come "un affascinante ritratto della vita e idee politiche del ragazzo prodigio di Internet, reso breve dal suo suicidio all'inizio del 2013". John DeFore del The Hollywood Reporter diede al film un giudizio positivo, parlando di un "eccellente resoconto a portata di newbie della storia che ha scosso l'esperto di internet.
Katherine Kilkenny dell'Indiewire disse che "The Internet's Own Boy intende provocare il Campidoglio educando gli spettatori a porsi delle domande. Domande per i riveriti padroni della Silicon Valley — e per un governo le cui restrizioni di Internet sono state applicate con una mazza, come una delle fonti del film dice, anziché un bisturi".
Nella sua rivista per il The Daily Telegraph, Amber Wilkinson ha dato al film tre stelle su cinque, affermando che "guardare il film di Knappenberger risulta pesante, soprattutto per le interviste con inquadratura a mezzobusto e per le riprese di Swatrz prima della sua morte per raccontare una storia che arriva a mettere in discussione lo stato delle libertà civili negli Stati Uniti".